# Škára

Řez lidskou kůží: 1. rohovitá vrstva (keratin); 2. germinativní vrstva; 3. mazová žláza; 4. kořen vlasu, cibulka; 5. potní žláza; 6. cévy; 7. tuková buňka; 8. potní pór; 9. sval vzpřimovač vlasu. Čidla: 10. bolesti; 11. doteku; 12. tlaku. Vrstvy: 13. pokožka (epidermis); 14. škára (dermis); 15. podkožní tkáň

Škára (dermis, corium, cutis) je vrstva kůže, která se skládá z pojivové tkáně a chrání tělo před poškozením.

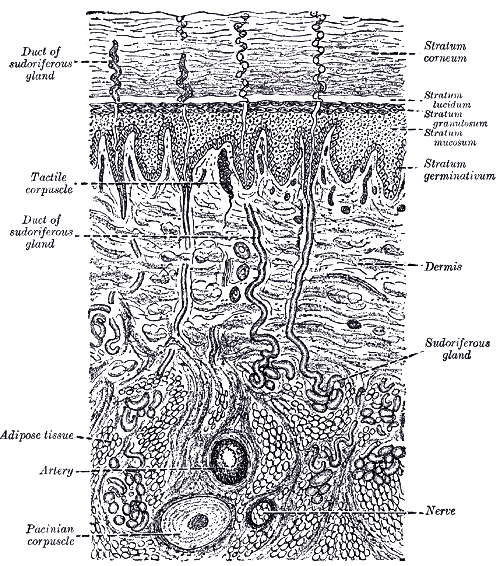
Řez kůží, uprostřed škára (dermis)

## Popis
Škára je spojena s pokožkou (epidermis) membránou zvanou bazální membrána. Ve škáře je množství nervových zakončení, která vnímají dotek, bolest a teplo. Škára také obsahuje vlasové folikuly, potní žlázy, mazové žlázy a krevní cévy. Cévy zásobují živinami nejen buňky škáry, ale vyživují i spodní vrstvu (stratum basale) v epidermis.